# Santo Zanin
Santo Zanin (ur. 3 czerwca 1943 w São Paulo) – brazylijski piłkarz grający na pozycji środkowego obrońcy.

## Kariera klubowa
Santo karierę piłkarską rozpoczął w SE Palmeiras w 1961 roku. Z Palmeiras zdobył mistrzostwo stanu São Paulo – Campeonato Paulista w 1963 i Torneio Rio-São Paulo w 1965 roku. W 1963 roku krótko występował Américe São José do Rio Preto, w 1966 w Prudentinie Presidente Prudente, a w 1968 roku w Portuguesie Santista.

## Kariera reprezentacyjna
Santo występował w olimpijskiej reprezentacji Brazylii. W 1963 roku Santo uczestniczył w Igrzyskach Panamerykańskich, na których Brazylia zdobyła złoty medal. Na turnieju w São Paulo Santo wystąpił w dwóch meczach z Urugwajem i USA.